# هولي كينيون
هولي كينيون (بالإنجليزية: Holly Kenyon)‏ هي ممثلة بريطانية، ولدت في 21 نوفمبر 1980 في نوتنغهام في المملكة المتحدة.

## وصلات خارجية
- الموقع الرسمي
- هولي كينيون على موقع IMDb (الإنجليزية)
- هولي كينيون على موقع كينوبويسك (الروسية)